# Eisenbahnunfall von DuPont

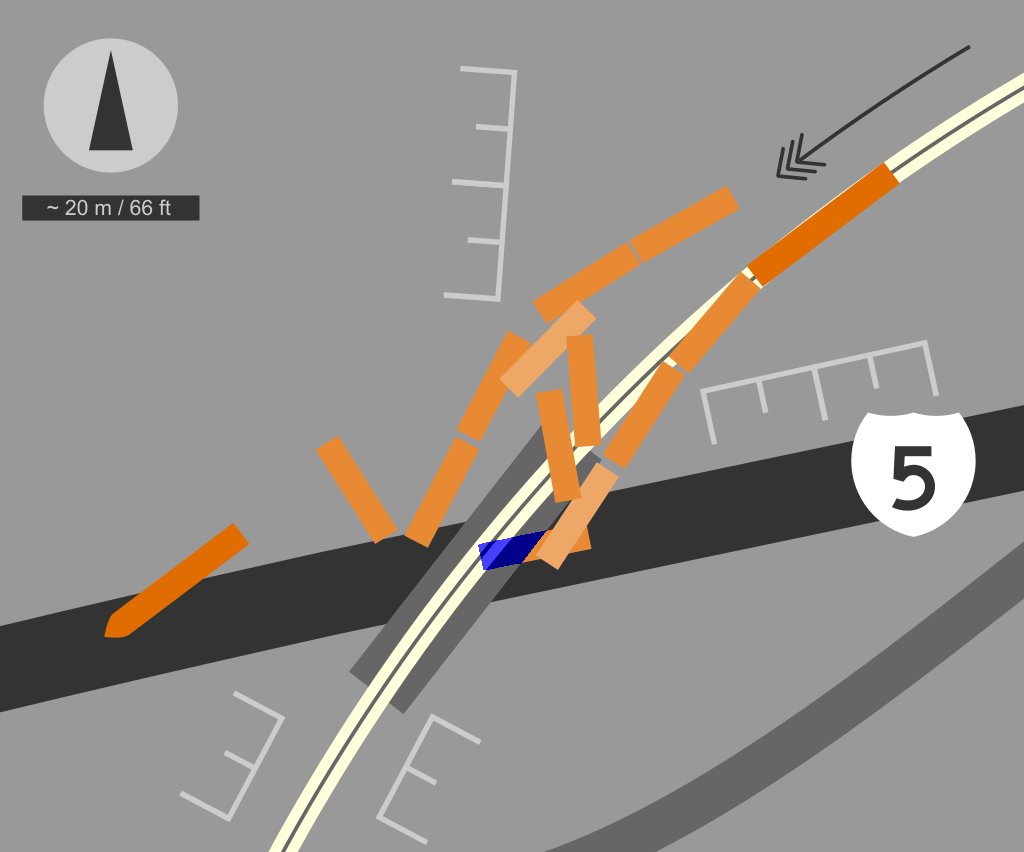
Darstellung der Unfallstelle. Die ziehende Lokomotive liegt ganz links im Bild auf der Richtungsfahrbahn Süd der Interstate 5. Die zweite Lokomotive am Zugschluss (rechts oben) ist als einziges Fahrzeug nicht entgleist. Ein Waggon (blau) liegt unter der Brücke. Pfeil = Fahrtrichtung des Zugs. E-Marken = Böschungen

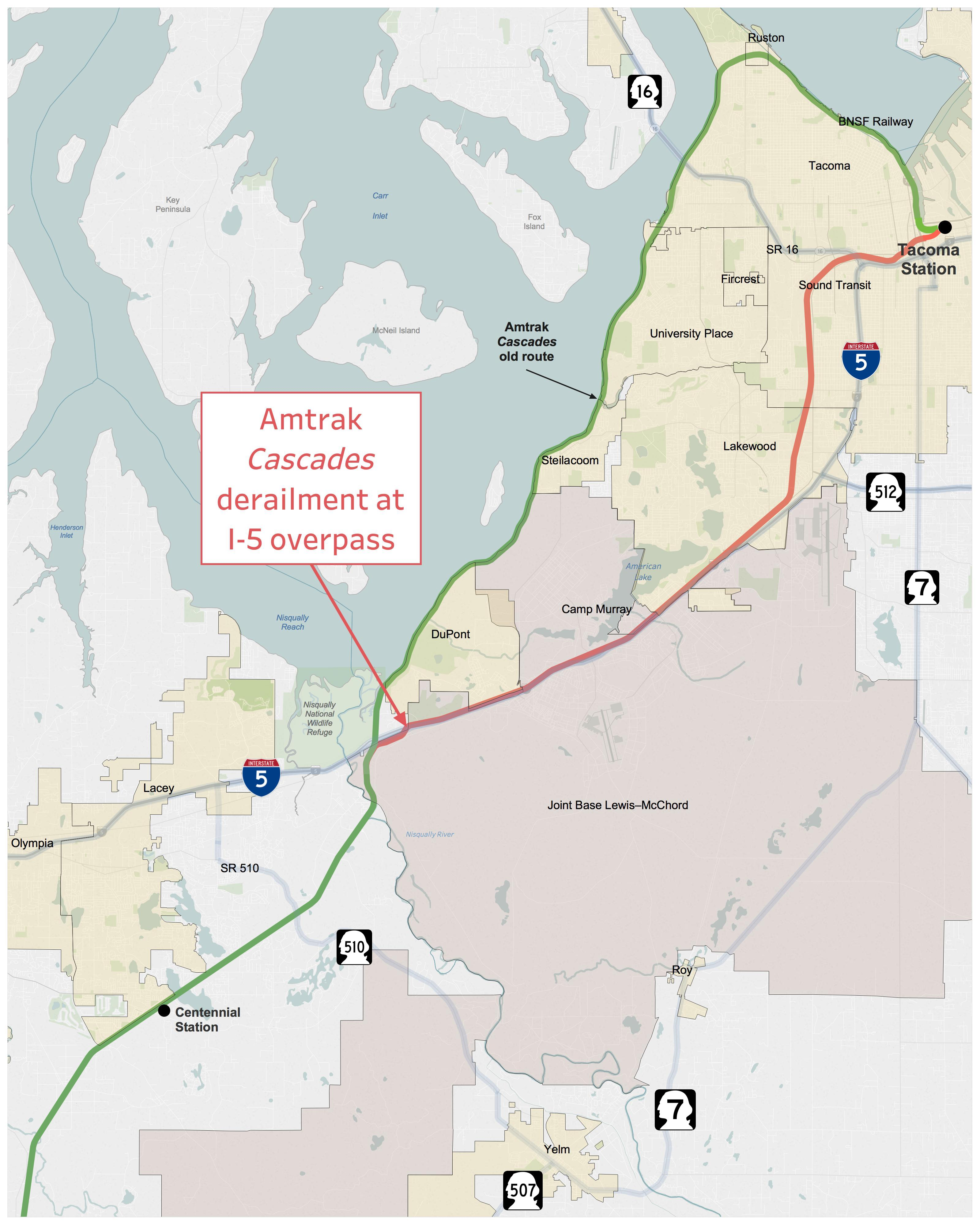
Neubaustrecke (rot), Bestandsstrecke (grün) und Unfallort (Pfeil)

Der Eisenbahnunfall von DuPont war die Entgleisung eines Reisezuges der Linie Amtrak Cascades am 18. Dezember 2017 um 07:33 Uhr Ortszeit (15:33 UTC) im US-Bundesstaat Washington, rund 70 Kilometer südlich von Seattle. Drei Menschen starben, über 100 wurden verletzt.

## Ausgangslage

### Geografische Lage
Die Unfallstelle liegt etwa 5 Kilometer südwestlich von DuPont, 30 Kilometer südwestlich von Tacoma im Pierce County und etwa 70 Kilometer südlich von Seattle. Hier überquert die Bahnstrecke die Autobahn Interstate 5 (I-5), die entlang der Westküste der USA zwischen der mexikanischen und der kanadischen Grenze verläuft.

### Infrastruktur
Die Bahnstrecke zwischen Tacoma, DuPont und Lacey, der sogenannte Point Defiance Bypass, ist eingleisig und nicht elektrifiziert. Sie wurde 2010 bis 2017 auf der Trasse einer Ende des 19. Jahrhunderts durch die Northern Pacific Railway errichteten, 1986 überwiegend stillgelegten Strecke neu gebaut. Das Wegerecht („Right of way“) liegt hier bei dem Unternehmen Sound Transit, gebaut wurde vom Verkehrsministerium des Staates Washington. Der Point Defiance Bypass wurde für eine Höchstgeschwindigkeit von 79 mph (= 127 km/h) ausgelegt. An der Unfallstelle besteht allerdings eine örtliche Geschwindigkeitsbegrenzung auf 30 mph (48 km/h). Die Strecke ist mit dem Zugsicherungssystem PTC ausgestattet, das aber hier noch nicht aktiviert war. Diese Strecke ersetzt eine längere der Burlington Northern and Santa Fe Railway (BNSF), die bisher von den Cascade-Zügen genutzt wurde, bogenreich entlang dem Puget Sound verläuft und keine automatische Zugsicherung aufweist. Zuschüsse des Bundes waren an die Bedingung geknüpft, dass die Strecke Mitte 2017 fertiggestellt werde, und der Staat Washington hatte zugesagt, sie noch im selben Jahr zu eröffnen.
Die neu ausgebaute Strecke verläuft sehr geradlinig durch DuPont, anschließend begleitet sie in etwa 25 Metern Abstand die I-5 an deren Nord(west)seite. Für deren Überquerung entfernt sich die Bahnstrecke dann auf 50 Meter von der I-5, um mit einem scharfen Linksbogen auf die Brücke, die über die Autobahn führt, weiterzuleiten. Dieser Gleisbogen durchmisst einen Kreisbogen von etwa 45° bei einem Kurvenradius von 140 Meter. Die anschließende, etwa 30 Meter lange Stahlbrücke hat in Längsrichtung versetzte Träger und überspannt die hier 3-spurige Richtungsfahrbahn Süd der I-5 mit einem spitzen Winkel von etwa 40°.

### Der Zug
Der Amtrak-Cascades-Zug 501 fuhr um 6 Uhr Ortszeit in Seattle mit dem Ziel Portland (Oregon) ab. Im Zug befanden sich fünf Eisenbahner, ein Techniker des Herstellers Talgo und 77 Fahrgäste. Der Zug bestand aus einer führenden dieselelektrischen Lokomotive der Baureihe Siemens Charger, 12 Talgo-Reisezugwagen und einer P42-Lokomotive von General Electric mit der Betriebsnummer 181, die am Ende des Zuges mitlief. Siemens Charger haben eine Höchstgeschwindigkeit von 200 km/h. Der Amtrak Cascades war der erste planmäßige Reisezug, der die Neubaustrecke befuhr.

## Unfallhergang
Der Zug befuhr den vor der Brücke liegenden Gleisbogen mit stark überhöhter Geschwindigkeit. Wie die Nationale Behörde für Verkehrssicherheit nachträglich feststellte, war der Zug mit 130 km/h in den Bogen eingefahren. Der Zug wurde deshalb aus dem Bogen getragen, entgleiste – bis auf die am Zugschluss laufende, zweite Lokomotive – komplett und ein Teil der Eisenbahnfahrzeuge gelangte auf die Autobahn, wo sie mit fünf Pkw und zwei Lkw kollidierten.

## Folgen
Bei dem Eisenbahnunfall starben drei Passagiere, mehr als 100 Menschen wurden darüber hinaus verletzt, darunter auch eine Reihe Autofahrer. Sie wurden in umliegende Krankenhäuser gebracht.
Der Eisenbahnverkehr war nur kurzzeitig unterbrochen und wurde dann über die alte Strecke geleitet. Das Verkehrsministerium des US-Bundesstaates Washington kündigte an, dass der Personenverkehr über die Neubaustrecke erst wieder aufgenommen werde, wenn das Zugsicherungssystem PTC auf der Gesamtstrecke voll funktionsfähig sei und der Abschlussbericht der NTSB vorliege. Die Wiederaufnahme war für 2020 geplant, erfolgte aber erst am 18. November 2021.
Alle Fahrspuren der zunächst gesperrten I-5 konnten bis zum 21. Dezember nach Räumungs- und Reparaturarbeiten wieder für den Verkehr freigegeben werden.
Der entstandene Sachschaden wurde auf über 40 Millionen US-Dollar geschätzt.
Der vorläufige Abschlussbericht der NTSB bezeichnete den Unfall als „vermeidbar“ und nannte als Faktoren, die zu diesem und dessen Schwere führten:
- eine zu plötzliche Geschwindigkeitsbeschränkung,
- Eröffnung der Strecke, bevor das Zugsicherungssystem funktionsfähig war,
- fehlende Streckenkenntnis des Personals, Ausbildungsmängel, lückenhafte Handbücher,
- mangelhafte Signalisierung der Strecke und
- ein nicht den üblichen Sicherheitsanforderungen genügender Zustand des Zuges, der nur aufgrund einer Ausnahmegenehmigung betrieben werden durfte.

## Wissenswert
Auf der Strecke Seattle–Portland entgleiste in einem Abschnitt, in dem das Zugsicherungssystem PTC bereits aktiviert war, ebenfalls am 18. Dezember 2017, ein weiterer Zug. Vor diesem zweiten Zug war eine Lokomotive eingesetzt, die noch nicht mit einem Empfangsgerät für PTC ausgestattet war.